# Dávinson Sánchez
Dávinson Sánchez (Caloto, 1996. június 12. –) kolumbiai válogatott labdarúgó, aki 2023-tól a török Galatasaray játékosa.

## Pályafutása

### Klubcsapatokban

#### Atlético Nacional
Sánchez fiatalon a América de Calinál kezdte pályafutását. Később az Atlético Nacionalnál Juan Carlos Osorio lett az edzője. 2013. október 27-én debütált a felnőtt csapatban a Boyacá Chicó elleni mérkőzésen, csapata végül 1–0-s vereséget szenvedett.

#### Ajax
2016 júniusában ötéves szerződést kötött a holland AFC Ajax csapatával. Szerződését nem töltötte ki, egy év múlva Angliába szerződött.

#### Tottenham Hotspur
2017. augusztus 23-án negyvenkét millió eurós szerződést írt alá a londoni kék-fehér klubbal. Augusztus 27-én Mousa Dembélé cseréjeként debütált új csapatában a Burnley elleni hazai mérkőzés 93. percében, a mérkőzés 1–1-s döntetlennel ért véget.
2018. május 15-én 2024-ig szóló szerződés hosszabbítást írt alá.

### A válogatottban
2016 februárjában José Pékerman Sánchezt is meghívta a kolumbiai válogatott keretébe.
Sánchez bekerült Kolumbia 2018-as oroszországi világbajnokságra utazó keretébe is.

## Statisztikái
Legutóbb frissítve: 2021. május 23-án.
| Klub              | Szezon         | League              | League          | League | Kupa            | Kupa  | Ligakupa        | Ligakupa | Nemzetközi      | Nemzetközi | Egyéb           | Egyéb | Összesen        | Összesen |
| Klub              | Szezon         | Bajnokság           | Pályára lépések | Gólok  | Pályára lépések | Gólok | Pályára lépések | Gólok    | Pályára lépések | Gólok      | Pályára lépések | Gólok | Pályára lépések | Gólok    |
| ----------------- | -------------- | ------------------- | --------------- | ------ | --------------- | ----- | --------------- | -------- | --------------- | ---------- | --------------- | ----- | --------------- | -------- |
| Atlético Nacional | 2013           | Categoría Primera A | 3               | 0      | 0               | 0     | —               | —        | —               | —          | —               | —     | 3               | 0        |
| Atlético Nacional | 2014           | Categoría Primera A | 2               | 0      | 2               | 0     | —               | —        | 0               | 0          | 0               | 0     | 4               | 0        |
| Atlético Nacional | 2015           | Categoría Primera A | 7               | 0      | 1               | 0     | —               | —        | —               | —          | 0               | 0     | 8               | 0        |
| Atlético Nacional | 2016           | Categoría Primera A | 14              | 0      | 0               | 0     | —               | —        | 14              | 1          | 2               | 0     | 30              | 1        |
| Atlético Nacional | Összesen       | Összesen            | 26              | 0      | 3               | 0     | —               | —        | 14              | 1          | 2               | 0     | 45              | 1        |
| Jong Ajax         | 2016–17        | Jupiler League      | 1               | 0      | —               | —     | —               | —        | —               | —          | —               | —     | 1               | 0        |
| Ajax              | 2016–17        | Eredivisie          | 32              | 6      | 0               | 0     | —               | —        | 12              | 0          | 0               | 0     | 43              | 6        |
| Ajax              | 2017–18        | Eredivisie          | 0               | 0      | 0               | 0     | —               | —        | 2               | 1          | 0               | 0     | 2               | 1        |
| Ajax              | Összesen       | Összesen            | 33              | 6      | 0               | 0     | —               | —        | 14              | 1          | 0               | 0     | 47              | 7        |
| Tottenham Hotspur | 2017–18        | Premier League      | 31              | 0      | 2               | 0     | 0               | 0        | 8               | 0          | 0               | 0     | 41              | 0        |
| Tottenham Hotspur | 2018–19        | Premier League      | 23              | 1      | 2               | 0     | 4               | 0        | 8               | 0          | 0               | 0     | 37              | 1        |
| Tottenham Hotspur | 2019–20        | Premier League      | 29              | 0      | 4               | 0     | 1               | 0        | 5               | 0          | 0               | 0     | 39              | 0        |
| Tottenham Hotspur | 2020–21        | Premier League      | 18              | 0      | 2               | 2     | 2               | 0        | 10              | 0          | —               | —     | 32              | 2        |
| Tottenham Hotspur | Összesen       | Összesen            | 101             | 1      | 10              | 2     | 7               | 0        | 31              | 0          | —               | —     | 149             | 3        |
| Teljes karrier    | Teljes karrier | Teljes karrier      | 160             | 7      | 13              | 2     | 7               | 0        | 59              | 2          | 2               | 0     | 241             | 11       |

1. ↑  Pályára lépések a Copa Libertadoresen
2. ↑  Pályára lépések a Kolumbiai szuperligán
3. 1 2  Pályára lépések a Európa-ligában
4. 1 2 3 4  Pályára lépések a Bajnokok ligájában

### A válogatottban
| Dávinson Sánchez mérkőzései a Kolumbiai válogatottban | Dávinson Sánchez mérkőzései a Kolumbiai válogatottban | Dávinson Sánchez mérkőzései a Kolumbiai válogatottban          | Dávinson Sánchez mérkőzései a Kolumbiai válogatottban | Dávinson Sánchez mérkőzései a Kolumbiai válogatottban | Dávinson Sánchez mérkőzései a Kolumbiai válogatottban | Dávinson Sánchez mérkőzései a Kolumbiai válogatottban |
| #                                                     | Dátum                                                 | Helyszín                                                       | Házigazda                                             | Eredmény                                              | Vendég                                                | Verseny                                               |
| ----------------------------------------------------- | ----------------------------------------------------- | -------------------------------------------------------------- | ----------------------------------------------------- | ----------------------------------------------------- | ----------------------------------------------------- | ----------------------------------------------------- |
| 1                                                     | 2016. november 16.                                    | San Juan, Argentina                                            | Argentína                                             | 3−0                                                   | Kolumbia                                              | 2018-as labdarúgó-világbajnokság-selejtező            |
| 2                                                     | 2017. június 7.                                       | Murcia, Spanyolország                                          | Spanyolország                                         | 2−2                                                   | Kolumbia                                              | Barátságos mérkőzés                                   |
| 3                                                     | 2017. szeptember 5.                                   | Barranquilla, Kolumbia                                         | Kolumbia                                              | 1−1                                                   | Brazília                                              | 2018-as labdarúgó-világbajnokság-selejtező            |
| 4                                                     | 2018. június 1.                                       | Barranquilla, Kolumbia                                         | Kolumbia                                              | 1−2                                                   | Paraguay                                              | 2018-as labdarúgó-világbajnokság-selejtező            |
| 5                                                     | 2017. október 11.                                     | Lima, Peru                                                     | Peru                                                  | 1−1                                                   | Kolumbia                                              | 2018-as labdarúgó-világbajnokság-selejtező            |
| 6                                                     | 2017. november 11.                                    | Szuvon,Dél-Korea                                               | Dél-Korea                                             | 2−1                                                   | Kolumbia                                              | Barátságos mérkőzés                                   |
| 7                                                     | 2017. november 14.                                    | Csungking, Kína                                                | Kína                                                  | 0−4                                                   | Kolumbia                                              | Barátságos mérkőzés                                   |
| 8                                                     | 2018. március 23.                                     | Seine-Saint-Denis, Franciaország                               | Franciaország                                         | 2−3                                                   | Kolumbia                                              | Barátságos mérkőzés                                   |
| 9                                                     | 2018. június 1.                                       | Bergamo, Olaszország                                           | Egyiptom                                              | 0−0                                                   | Kolumbia                                              | Barátságos mérkőzés                                   |
| 10                                                    | 2018. június 19.                                      | Mordóvia Aréna,Szaranszk, Oroszország                          | Kolumbia                                              | 1−2                                                   | Japán                                                 | 2018-as világbajnokság                                |
| 11                                                    | 2018. június 24.                                      | Kazán Aréna,Kazany, Oroszország                                | Lengyelország                                         | 0−3                                                   | Kolumbia                                              | 2018-as világbajnokság                                |
| 12                                                    | 2018. június 28.                                      | Szamara Aréna, Oroszország                                     | Szenegál                                              | 0−1                                                   | Kolumbia                                              | 2018-as világbajnokság                                |
| 13                                                    | 2018. július 3.                                       | Otkrityije Aréna, Oroszország                                  | Kolumbia                                              | 1−1 (tiz.3−4)                                         | Anglia                                                | 2018-as világbajnokság                                |
| 14                                                    | 2018. szeptember 8.                                   | Hard Rock Stadion, Miami Gardens, Florida                      | Venezuela                                             | 1−2                                                   | Kolumbia                                              | Barátságos mérkőzés                                   |
| 15                                                    | 2018. szeptember 12.                                  | MetLife Stadium, East Rutherford, New Jersey                   | Kolumbia                                              | 0−0                                                   | Argentína                                             | Barátságos mérkőzés                                   |
| 16                                                    | 2018. október 12.                                     | Raymond James Stadium, Tampa, Florida                          | Egyesült Államok                                      | 2−4                                                   | Kolumbia                                              | Barátságos mérkőzés                                   |
| 17                                                    | 2018. október 17.                                     | Red Bull Arena, Harrison, New Jersey                           | Kolumbia                                              | 3−1                                                   | Costa Rica                                            | Barátságos mérkőzés                                   |
| 18                                                    | 2019. március 22.                                     | Nissan Stadion, Jokohama, Japán                                | Japán                                                 | 0−1                                                   | Kolumbia                                              | Barátságos mérkőzés                                   |
| 19                                                    | 2019. március 26.                                     | Szöuli világbajnoki stadion, Szöul, Dél-Korea                  | Dél-Korea                                             | 2−1                                                   | Kolumbia                                              | Barátságos mérkőzés                                   |
| 20                                                    | 2019. június 9.                                       | Estadio Monumental, Lima, Peru                                 | Peru                                                  | 0−3                                                   | Kolumbia                                              | Barátságos mérkőzés                                   |
| 21                                                    | 2019. június 16.                                      | Arena Fonte Nova, Salvador, Brazília                           | Argentína                                             | 0−2                                                   | Kolumbia                                              | 2019-es Copa América                                  |
| 22                                                    | 2019. június 19.                                      | Estádio do Morumbi, São Paulo, Brazília                        | Kolumbia                                              | 1−0                                                   | Katar                                                 | 2019-es Copa América                                  |
| 23                                                    | 2019. június 29.                                      | Arena Corinthians, São Paulo, Brazília                         | Kolumbia                                              | 0−0 (h.u. 4−5)                                        | Chile                                                 | 2019-es Copa América                                  |
| 24                                                    | 2019. szeptember 7.                                   | Hard Rock Stadion, Miami Gardens, Florida                      | Brazília                                              | 2−2                                                   | Kolumbia                                              | Barátságos mérkőzés                                   |
| 25                                                    | 2019. szeptember 11.                                  | Raymond James Stadium, Tampa, Florida                          | Kolumbia                                              | 0−0                                                   | Venezuela                                             | Barátságos mérkőzés                                   |
| 26                                                    | 2019. október 12.                                     | José Rico Pérez Stadion, Alicante, Spanyolország               | Kolumbia                                              | 0−0                                                   | Chile                                                 | Barátságos mérkőzés                                   |
| 27                                                    | 2019. október 15.                                     | Stade Pierre-Mauroy, Villeneuve-d’Ascq, Franciaország          | Algéria                                               | 3−0                                                   | Kolumbia                                              | Barátságos mérkőzés                                   |
| 28                                                    | 2019. november 16.                                    | Hard Rock Stadion, Miami Gardens, Florida                      | Kolumbia                                              | 1−0                                                   | Peru                                                  | Barátságos mérkőzés                                   |
| 29                                                    | 2019. november 20.                                    | Red Bull Aréna, Harrison, New Jersey                           | Ecuador                                               | 0−1                                                   | Kolumbia                                              | Barátságos mérkőzés                                   |
| 30                                                    | 2020. október 10.                                     | Estadio Metropolitano Roberto Meléndez, Barranquilla, Kolumbia | Kolumbia                                              | 3−0                                                   | Venezuela                                             | 2022-es világbajnokság-selejtező                      |
| 31                                                    | 2020. október 14.                                     | Estadio Nacional de Chile, Santiago de Chile, Chile            | Chile                                                 | 2−2                                                   | Kolumbia                                              | 2022-es világbajnokság-selejtező                      |
| 32                                                    | 2020. november 17.                                    | Rodrigo Paz Delgado Stadion, Quito, Ecuador                    | Ecuador                                               | 6−1                                                   | Kolumbia                                              | 2022-es világbajnokság-selejtező                      |
| 33                                                    | 2021. június 4.                                       | Nacional del Perú Stadion, Lima, Peru                          | Peru                                                  | 0−3                                                   | Kolumbia                                              | 2022-es világbajnokság-selejtező                      |
| 34                                                    | 2021. június 9.                                       | Estadio Metropolitano Roberto Meléndez, Barranquilla, Kolumbia | Kolumbia                                              | 2−2                                                   | Argentína                                             | 2022-es világbajnokság-selejtező                      |

## Sikerei, díjai
Atlético Nacional
- Categoría Primera A
  - Bajnok (4):2013-as Apertura, 2013-as Finalización, 2014-es Apertura, 2015-ös Finalización
- Kolumbiai kupa:
  - Győztes (2):2012, 2013
- Kolumbiai szuperkupa:
  - Győztes (1): 2016
  - Döntős (2): 2014, 2015
- Copa Libertadores:
  - Győztes (1): 2016
- Copa Sudamericana:
  - döntős (1): 2016

Jong Ajax
- Eerste Divisie:
  - ezüstérmes (1): 2016–17

Ajax
- Eredivisie:
  - ezüstérmes (1): 2016–17
- Európa-liga:
  - döntős (1): 2016–17

Tottenham Hotspur
- UEFA-bajnokok ligája:
  - döntős (1): 2018–19